# Snowboard nos Jogos Olímpicos de Inverno de 2014 - Halfpipe feminino
A competição do halfpipe feminino do snowboard nos Jogos Olímpicos de Inverno de 2014 ocorreu no dia 12 de fevereiro no Parque Extreme Rosa Khutor, na Clareira Vermelha em Sóchi.

## Medalhistas
| Ouro   | USA Kaitlyn Farrington |
| Prata  | AUS Torah Bright       |
| Bronze | USA Kelly Clark        |

## Programação
Horário local (UTC+4).
| Data            | Horário | Evento       |
| --------------- | ------- | ------------ |
| 12 de fevereiro | 14:00   | Qualificação |
| 12 de fevereiro | 19:00   | Semifinais   |
| 12 de fevereiro | 21:30   | Final        |

## Resultados

### Qualificação
| Pos. | Bateria | Bib | Atleta                  | 1ª descida | 2ª descida | Melhor | Notas |
| ---- | ------- | --- | ----------------------- | ---------- | ---------- | ------ | ----- |
| 1    | 1       | 2   | USA Kelly Clark         | 92.25      | 95.00      | 95.00  | QF    |
| 2    | 1       | 7   | ESP Queralt Castellet   | 93.25      | 52.00      | 93.25  | QF    |
| 3    | 1       | 1   | FRA Sophie Rodriguez    | 78.50      | 25.50      | 78.50  | QF    |
| 4    | 1       | 4   | CHN Li Shuang           | 77.75      | 54.00      | 77.75  | QS    |
| 5    | 1       | 3   | SUI Ursina Haller       | 69.00      | 74.75      | 74.75  | QS    |
| 6    | 1       | 6   | CHN Sun Zhifeng         | 70.00      | 45.75      | 70.00  | QS    |
| 7    | 1       | 12  | CAN Alexandra Duckworth | 42.25      | 69.75      | 69.75  | QS    |
| 8    | 1       | 9   | CZE Šárka Pančochová    | 42.75      | 66.25      | 66.25  | QS    |
| 9    | 1       | 10  | AUS Stephanie Magiros   | 27.25      | 57.25      | 57.25  | QS    |
| 10   | 1       | 11  | AUS Hannah Trigger      | 51.25      | 33.00      | 51.25  |       |
| 11   | 1       | 8   | NZL Rebecca Sinclair    | 32.25      | 48.25      | 48.25  |       |
| 12   | 1       | 13  | SUI Nadja Purtschert    | 47.50      | 20.75      | 47.50  |       |
| 13   | 1       | 14  | CRO Morena Makar        | 44.75      | 22.75      | 44.75  |       |
| 14   | 1       | 5   | AUS Holly Crawford      | 43.00      | 33.75      | 43.00  |       |
| 1    | 2       | 28  | AUS Torah Bright        | 93.00      | 28.75      | 93.00  | QF    |
| 2    | 2       | 27  | USA Hannah Teter        | 90.25      | 92.00      | 92.00  | QF    |
| 3    | 2       | 20  | CHN Cai Xuetong         | 74.25      | 88.00      | 88.00  | QF    |
| 4    | 2       | 21  | USA Kaitlyn Farrington  | 87.00      | 34.50      | 87.00  | QS    |
| 5    | 2       | 22  | CHN Liu Jiayu           | 81.50      | 83.50      | 83.50  | QS    |
| 6    | 2       | 18  | FRA Mirabelle Thovex    | 71.75      | 69.75      | 71.75  | QS    |
| 7    | 2       | 17  | JPN Rana Okada          | 66.00      | 69.75      | 69.75  | QS    |
| 8    | 2       | 19  | FRA Clémence Grimal     | 16.00      | 66.50      | 66.50  | QS    |
| 9    | 2       | 24  | CAN Katie Tsuyuki       | 45.75      | 54.25      | 54.25  | QS    |
| 10   | 2       | 16  | FIN Ella Suitiala       | 31.75      | 51.50      | 51.50  |       |
| 11   | 2       | 23  | POL Joanna Zając        | 47.75      | 39.75      | 47.75  |       |
| 12   | 2       | 26  | CAN Mercedes Nicoll     | 43.50      | 26.50      | 43.50  |       |
| 13   | 2       | 25  | SUI Verena Rohrer       | 34.50      | 31.50      | 34.50  |       |
| –    | 2       | 15  | USA Arielle Gold        | DNS        | DNS        | DNS    | DNS   |

QF – Qualifica-se diretamente à final; QS – Qualifica-se para as semifinais; DNS – Não começou

### Semifinais
| Pos. | Bib | Atleta                  | 1ª descida | 2ª descida | Melhor | Notas |
| ---- | --- | ----------------------- | ---------- | ---------- | ------ | ----- |
| 1    | 21  | USA Kaitlyn Farrington  | 87.50      | 53.25      | 87.50  | Q     |
| 2    | 22  | CHN Liu Jiayu           | 81.25      | 29.00      | 81.25  | Q     |
| 3    | 4   | CHN Li Shuang           | 80.00      | 56.75      | 80.00  | Q     |
| 4    | 3   | SUI Ursina Haller       | 74.50      | 43.00      | 74.50  | Q     |
| 5    | 18  | FRA Mirabelle Thovex    | 70.75      | 39.75      | 70.75  | Q     |
| 6    | 17  | JPN Rana Okada          | 58.50      | 70.00      | 70.00  | Q     |
| 7    | 24  | CAN Katie Tsuyuki       | 55.50      | 56.25      | 56.25  |       |
| 8    | 19  | FRA Clémence Grimal     | 14.00      | 38.25      | 38.25  |       |
| 9    | 6   | CHN Sun Zhifeng         | 35.75      | 35.75      | 35.75  |       |
| 10   | 9   | CZE Šárka Pančochová    | 34.00      | 31.50      | 34.00  |       |
| 11   | 12  | CAN Alexandra Duckworth | 32.50      | 25.75      | 32.50  |       |
| 12   | 10  | AUS Stephanie Magiros   | 26.50      | 20.50      | 26.50  |       |

### Final
| Pos.              | Bib | Atleta                 | 1ª descida | 2ª descida | Melhor |
| ----------------- | --- | ---------------------- | ---------- | ---------- | ------ |
| Medalha de ouro   | 21  | USA Kaitlyn Farrington | 85.75      | 91.75      | 91.75  |
| Medalha de prata  | 28  | AUS Torah Bright       | 58.25      | 91.50      | 91.50  |
| Medalha de bronze | 2   | USA Kelly Clark        | 48.25      | 90.75      | 90.75  |
| 4                 | 27  | USA Hannah Teter       | 90.50      | 26.75      | 90.50  |
| 5                 | 17  | JPN Rana Okada         | 47.75      | 85.50      | 85.50  |
| 6                 | 20  | CHN Cai Xuetong        | 84.25      | 25.00      | 84.25  |
| 7                 | 1   | FRA Sophie Rodriguez   | 77.75      | 79.50      | 79.50  |
| 8                 | 4   | CHN Li Shuang          | 73.25      | 23.75      | 73.25  |
| 9                 | 22  | CHN Liu Jiayu          | 15.75      | 68.25      | 68.25  |
| 10                | 18  | FRA Mirabelle Thovex   | 67.00      | 34.75      | 67.00  |
| 11                | 7   | ESP Queralt Castellet  | 61.75      | 55.25      | 61.75  |
| 12                | 3   | SUI Ursina Haller      | 48.75      | 26.75      | 48.75  |

Legenda
| Recorde mundial      | Recorde mundial (World record)               |                       | Recorde africano                      | Recorde africano (African) |                                           | Q | Classificado por posição (Qualified) |
| Recorde olímpico     | Recorde olímpico (Olympic record)            | Recorde da América    | Recorde da América (Americas)         | q                          | Classificado por melhor tempo (Qualified) |   |                                      |
| Melhor marca do ano  | Melhor marca do ano (World leading)          | Recorde asiático      | Recorde asiático (Asian)              | DNS                        | Não largou (Did not start)                |   |                                      |
| Recorde nacional     | Recorde nacional (National record)           | Recorde europeu       | Recorde europeu (European)            | DNF                        | Não terminou (Did not finish)             |   |                                      |
| Recorde pessoal      | Recorde pessoal do atleta (Personal best)    | Recorde da Oceania    | Recorde da Oceania (Oceania)          | DSQ / DQ                   | Desclassificado (Disqualified)            |   |                                      |
| Recorde da temporada | Recorde da temporada do atleta (Season best) | Recorde sul-americano | Recorde sul-americano (South America) | NM                         | Sem marca (No mark)                       |   |                                      |